# 小教父
《小教父》（英語：The Outsiders）是一部於1983年上映的美國剧情片。汤姆·克鲁斯、派屈克·史威兹，以及麦特·狄伦等电影明星曾于本片中出演。
该电影主要讲述20世纪80年代美国青年的放浪故事。

## 外部連結
- 互联网电影数据库（IMDb）上《局外人》的资料（英文）
- 豆瓣电影上《局外人》的資料 （简体中文）